# Den forbudne Frugt
 Den forbudne Frugt (originaltitel Feet of Clay) er en amerikansk stumfilm fra 1924 af Cecil B. DeMille.

## Medvirkende
- Vera Reynolds som Amy Loring
- Rod La Rocque som Kerry Harlan
- Julia Faye som Bertha Lansell
- Ricardo Cortez som Tony Channing
- Robert Edeson som Dr. Fergus Lansell
- Theodore Kosloff som Bendick
- Victor Varconi